# Элиглустат
Элиглустат — ингибитор фермента глюкозилцерамидсинтаза, применяемый для лечения болезни Гоше первого типа. Получил статус орфанного препарата и одобрен для применения: США (2014).

## Механизм действия
Ингибитор глюкозилцерамидсинтазы.

## Показания
Длительное лечение болезни Гоше первого типа.